# Пшеничный (Воронежская область)
Пшеничный — хутор в Россошанском районе Воронежской области.
Входит в состав Жилинского сельского поселения.

## География
На хуторе имеется одна улица — Пшеничная.

## Население
| 2010 |
| ---- |
| 0    |